# Tipula (Vestiplex) kamchatkana
Tipula (Vestiplex) kamchatkana is een tweevleugelige uit de familie langpootmuggen (Tipulidae). De soort komt voor in het Palearctisch gebied.